# Kung-foot
Kung-Foot est une série télévisée d'animation française en 26 épisodes de 24 minutes, produite par Label-Anim et diffusée à partir du 26 mai 2007 sur TF1 dans l'émission TFou puis rediffusée sur NT1 et Télétoon+.

## Synopsis
Onyx, ville ultra-moderne, son port et son gigantesque pont menant à la Cité. Le terrain vague de la Cité. Un vieux bus à impériale rouillé, appelé « la cabane ».
Une bande d'ados joue au foot, il s'agit de sept garçons (Ruddy, Frank, Paolo, Max, Djibril, Yacine et Jimmy) et quatre filles (Kim, Silvia, Gladys et Marion). Ce groupe d’amis pratique un foot peu classique et très spectaculaire, appliquant au jeu leurs différentes disciplines sportives.
Après une rencontre un peu sèche avec Ruddy, Frank, garçon fier, d’apparence réservée et à l’allure nonchalante, et sa sœur cadette Gladys, accompagnés de leur chien Boomerang, font connaissance avec le groupe. Ils sont nouvellement installés dans la Cité. Frank est invité à jouer avec eux. Dépassé par un football si peu conventionnel, et un peu chahuté par la bande de « footeux », Frank décide d’employer les grands moyens et de se servir de son art du kung fu pour relever le défi. Tous sont très impressionnés.
Frank sympathise et est vite adopté. Gladys et son frère intègrent l’effectif. Rapidement, Frank devient le meneur de la bande. Désormais, ils sont onze et forment une équipe complète. À peine commence-t-elle à se souder et à trouver ses marques sur le terrain qu’une occasion se présente : un club a déclaré forfait pour la « Coupe Gominor », du nom du riche et sulfureux homme d’affaires de la ville d’Onyx. Une occasion à saisir pour nos jeunes héros. Mais très vite, ils se rendent compte qu’il leur faut un entraîneur.
Ancien grand joueur des années 90, Pat Murphy est devenu un vrai baba cool, avec queue-de-cheval, tongs, chemise à fleurs, hamac et machine à presser les oranges. Il vit dans une caravane, derrière une balustrade donnant sur le terrain vague de la Cité.
Ce sont nos jeunes héros qui, n’arrivant pas à se coacher eux-mêmes et ayant eu vent de la présence dans la Cité de cette ancienne gloire du foot, viennent le chercher pour lui proposer de les entraîner. Au début, Murphy refuse : il a raccroché ses crampons pour toujours. Mais, malgré sa crainte de réveiller la haine de Gominor -une vieille histoire entre les deux hommes- il se laisse finalement attendrir par l’enthousiasme de ces jeunes.
Murphy est un peu lunaire, gaffeur. Il oublie tout, n’est jamais à l’heure, se trompe de trains… mais toujours de bonne volonté, il est plein d’enthousiaste dès qu’il s’agit de foot. 
Décalé et peu conformiste, Murphy reste intransigeant sur l’éthique et les règles du foot. Bien qu’admiratif devant les prouesses et les qualités physiques de nos jeunes héros, leur technique lui paraît trop ambitieuse : « Impossible de tenir à ce rythme toute la durée d’un match ». En effet, hors foot, chacun pratique une discipline différente dans laquelle il excelle (gymnastique, capoeira, saut en hauteur, break dance, tir à l'arc, boxe, acrobatie, jonglage, sprint, surf, skateboard) dont il s’amuse à appliquer, au foot, les particularités. Un cocktail de précision, d’agilité et de puissance détonnant.
Ils appellent cela le « Kung-foot » et baptisent leur équipe « Les Météores ». 
Chacun met en avant ses talents particuliers afin de distribuer, au mieux, les postes au sein de l'équipe. L’épopée des Météores débute par un premier match contre une équipe appartenant à Gominor. Agressés par l’équipe adverse, nos héros sont outrageusement menés au score. À la mi-temps, Murphy suggère à ses joueurs de pratiquer leur Kung-Foot mais toujours dans l’esprit des règles du foot. Les Météores, ravis, ne se font pas prier. Le Kung-Foot fait son apparition lors de la seconde mi-temps et prouve sa terrible efficacité.
La première équipe de Kung-foot est née. Elle ira jusqu'à la finale de la Coupe du monde junior des clubs. Avant d'en arriver là, il faudra à nos héros beaucoup d'abnégation, pour contourner les nombreux pièges tendus par des adversaires, sans foi ni loi, inquiets d'avoir à affronter une telle équipe. Au fil des matchs, les Météores sont de plus en plus redoutés par leurs adversaires. 
Trois équipes, parmi les meilleures, opposées tout au long de la série aux Météores, ont un point commun : elles sont aux mains d’un même homme, Ydrick Gominor. Murphy connaît Gominor depuis longtemps. Ils ont joué l’un contre l’autre dans le passé. Murphy l’avait gravement blessé (involontairement) lors d’une grande finale, mettant du même coup fin à sa carrière. Depuis ce jour, Gominor voue une haine tenace à Murphy et le poursuit dans son quotidien, lui infligeant mille vicissitudes.
Ne supportant pas le moindre échec, Gominor, mégalomane, emploie les moyens les plus méprisables, les plus odieux, pour arriver à ses fins. Intimidations physiques, chantage, calomnies, enlèvements, tricheries en tout genre sont le lot des Météores, qu’Ydrick Gominor tente même de soudoyer… sans succès. Au cours des matchs, face à l’adversité, et sitôt les magouilles adverses découvertes, le cri de guerre des Météores, à la manière du Aka des All Blacks, est le signe de leur révolte et déclenche le Kung-foot : « Fous du foot - Coûte que coûte - Kung-Foot ! Toujours foot - Shoot, shoot, shoot - Kung-Foot ! »
Frank, Gladys, Ruddy, Kim et Paolo, personnages principaux, sont mis en avant durant les matchs, comme tout au long de la série.
Tous les matchs sont commentés en direct pour la télévision par deux journalistes, stars de Mondo News, Erik Carlsonn, un reporter vedette, et Rodrigo Fernandez, une ancienne gloire du football. Ils accentuent par leurs remarques les aspects dramatiques, spectaculaires, et techniques de chaque rencontre. 
Grâce à des prises de vue « multi-caméras », les ralentis et les replays prennent toute leur importance pour souligner les fautes, les buts et les phases de jeux les plus spectaculaires. L’arbitre central dispose d’un « SAT », sorte de mini soucoupe volante sur coussin d’air dans laquelle il est assis. Devant lui des écrans de contrôle et un joystick qu’il utilise pour se déplacer à trois mètres au-dessus du sol, sur coussin d’air. Les arbitres de touches se déplacent sur rails. Ils brandissent un tube lumineux en guise de drapeau pour indiquer les hors jeu et les touches. 
Les succès s'enchaînent pour les Météores.
Quand l’un d’eux dérape ou prend la grosse tête (Paolo, entre autres) Murphy, comme les proches, tente de le ramener à la raison. Leur notoriété ne doit pas altérer leur vie scolaire et familiale. C’est parfois le cas. C’est un sujet de friction entre eux, mais il y en a bien d’autres.
- Histoires de cœur :
  - Ruddy et Paolo amoureux de Gladys.
  - Kim secrètement amoureuse de Frank et Frank est aussi secrètement amoureux de Kim.
- Désaccords sur la qualité de jeu de l'un ou de l'autre : 
  - Frank, le Capitaine, avec ses joueurs, Kim en particulier à propos de la tactique de jeu à adopter, le premier étant no 10, la seconde, Milieu Droit.
  - Frank et Paolo : ce dernier, avant-centre, est un joueur surdoué, mais qui a tendance à jouer trop « perso ».
  - C'est Gladys, fille autoritaire, un peu garçon manqué, qui en cas de conflit larvé met un point final aux hostilités prenant fait et cause pour l’un ou pour l’autre. Elle évite toutefois de s’opposer à son frère devant les autres et règle ses différends avec lui en tête à tête.

Uniques pour les qualités et l'originalité de leur jeu si spectaculaire comme pour leurs qualités humaines, leur fair-play, et leur humour, les Météores tentent de surmonter tous les pièges tendus par Ydrick Gominor et nous font vibrer et trembler à chaque rencontre. Une succession de défis qui mène nos héros vers les sommets et nous apporte émotions, suspense et comédie.

## Distribution
- Hervé Grull : Frank
- Alexandre Aubry : Ruddy
- Arthur Pestel : Paolo
- Fily Keita : Silvia
- Blanche Ravalec : Mamita
- Michel Prudhomme : Gominor
- Catherine Desplaces : Jimmy / Marion
- Pierre Laurent
- Valérie de Vulpian
- Franck Lascombe
- Guillaume Lebon

## Les Météores (Capitaine: Frank)
n°1 : Ruddy: Il est le gardien des météores. Boxe.
n°2 : Max: Il saute plus haut que n'importe qui. Défense/Trampoline.
n°3 : Gladys: Elle arrête les ballons grâce à une technique de glisse. Défense/Surf. C'est aussi la sœur de Frank.
n°4 : Silvia: Elle est en Défense/gymnastique.
n°5 : Jimmy: Il tire les coups francs avec précision. Attaque/Tir à l'arc.
n°6 : Djibril: Défense/Hip-hop. 
n°7 : Yacine: Il est très agile, ce qui l'aide dans les rencontres. Défense/gymnastique.
n°8 : Kim: Elle fait des figures que personne ne peut reproduire ou égaler, elle est amoureuse de Frank. Milieu droit/acrobaties.
n°9 : Paolo: Il joue perso, et a une force de frappe exemplaire. Attaque/Capoeira.
n°10 : Frank: Il prend toujours les décisions et crée des tactiques d'attaque et de défense sur le terrain, il est amoureux de Kim. Attaque/Kung-fu. C'est le frère de Gladys.
n°11 : Marion: Elle est la fille qui court le plus vite de tout l'équipe. Milieu gauche/Course de vitesse.

## Épisodes
1. La Belle Équipe
2. Une tête de plus
3. La Lucarne magique
4. Perdus en montagne
5. Mamita Murphy enquête !
6. Le Remplaçant
7. Ça tourne autour du foot
8. Les Météores girls
9. Une grosse tête
10. Un étrange locataire
11. Camping d’enfer
12. On se dispute le terrain
13. Le Trophée des sables
14. Petits boulots pour grands travaux
15. Un cousin encombrant
16. Adieu Murphy
17. Les Météores reporters
18. Danger en haute mer
19. Un Franck peut en cacher un autre
20. Le Défi
21. Murphy dans tous ses états
22. Kim superstar
23. Au secours de Mamita
24. Un ballon dirigeable
25. Bas les masques!
26. Jusqu'au bout du rêve